# Landiswil
Landiswil är en ort och kommun i distriktet Bern-Mittelland i kantonen Bern, Schweiz. Kommunen har 624 invånare (2023).
I kommunen finns även orten Obergoldbach.